# Мадонна з кроликом
«Мадонна з кроликом» (фр. La Vierge au Lapin) — картина середнього періоду творчості Тіціана. Зберігається в Луврі.
Картина створена на замовлення герцога Федеріко II Гонзага. Тиціан часто працював на замовлення цього невеличкого магнатського двору Північної Італії, що була тоді конгломератом маленьких князівств. Художник продовжив в картині давню лінію полотен з зображенням Богородиці зі святими. В картині «Мадонна з кроликом» тільки одна свята — це Катерина Александрійська, яку розпізнали по маленькому уламку колеса, на якому катували святу.
Дві постаті в картині викликають найбільшу зацікавленість. Є твердження, що для мадонни художник використав обличчя своєї дружини. А в обличчі бородатого пастуха впізнають замовника — Федеріко II Гонзага.
У 1627 році нащадок — герцог Вінченцо II Гонзага продав частку родинної колекції живопису кардиналу Рішельє у Францію. Була серед них і «Мадонна з кроликом». Так вона назавжди покинула Італію. Новий нащадок кардинала з тим же прізвищем якось програв картину самому королю Франції. Так вона стала королівським майном. Пізніше полотно стало надбанням музею Лувр.